# Jean-Baptiste Michelot
Jean-Baptiste Michelot   (Nancy, 1796 - Brussel·les, 1 de maig de 1852) Pianista i compositor, director d'orquestra franc-belga.
Perfeccionà els seus coneixements musicals a Estrasburg, el 1809 substituí a Dumonchau en la direcció de l'orquestra en els teatres on s'executaven òperes. El 1817 s'establí a Brussel·les, Conservatori en el qual aconseguí la plaça de professor de piano.
Com a compositor se li deuen: la música d'uns 50 melodrames i diverses òperes, de les quals només aconseguí un cert èxit la titulada Les deux tantes. entre les seves obres per a piano hi figuren:
- Exercices pour le doigté;
- Etudes pour les enfants;
- diversos Chants sans paroles, etc., tot el qual es publicà a Brussel·les. Igualment va escriure diverses romances, entre elles la titulada Geneviève de Brabant.